# Повіт Сембоку (Осака)
Пові́т Сембо́ку (яп. 泉北郡, せんぼくぐん, МФА: [semboku guɴ]) — повіт в префектурі Осака, Японія. Станом на 1 липня 2012 року його площа становила 4,03 км². Населення складало 17 949 осіб, а густота населення — 4450 осіб/км². До складу повіту входить містечко Тадаока. 